# Christophe Radziwiłł
Krzysztof Radziwiłł  ( lituanien: Kristupas Radvila, Biržai, 22 mars 1585 - Svėdasai, 19 septembre 1640) est un magnat de Pologne-Lituanie, membre de la famille Radziwiłł, hetman de Lituanie (1615), castellan et voïvode de Vilnius (1633), grand hetman de Lituanie (1635), staroste de Moguilev, Bystrzyca, Žiežmariai et Seje.

## Biographie
De 1600 à 1617, Krzysztof Radziwiłł combat avec succès en Livonie polonaise contre la Suède. Il prend part à la campagne contre les Suédois dans la région de la Baltique en 1621 et 1622 (guerre entre Pologne et la Suède (1621-1625) (en)), où il accepte une trêve controversée (n'ayant reçu de la Sejm aucun mandat pour négocier). Il est un des principaux commandant des forces lituaniennes pendant la guerre de Smolensk, où il joue un rôle important dans l'obtention de la capitulation de l'armée russe. En 1635, il met fin à sa carrière militaire et se consacre à l'administration de ses biens.
Fervent calviniste, il est ardent défenseurs des droits des protestants en Lituanie, ce qui lui vaut l'inimitié du roi de Pologne Zygmunt III Vasa. Cela ne l’empêche pas d'être un partisan de Władysław IV Vasa jugé plus tolérant. Il tentera d’arranger un mariage entre le roi et une princesse protestante. Mais quand le roi déclinera cette proposition, leur relation commence à se dégrader, d'autant voit d'un très mauvais œil le rapprochement entre la Pologne-Lituanie et les Habsbourg que constitue le mariage de Władysław avec Cécile-Renée d'Autriche.
Sur ses terres à Kėdainiai il fonde un centre culturel et religieux calviniste qui prospérera jusqu'à la fin du XIXe siècle comme un centre majeur de l'Église polonaise réformée.

## Mariages et descendance
Il épouse Anna Kiszka, une fille de la noble famille Kiszka qui lui donne deux enfants :
- Janusz (1612–1655)
- Katarzyna († vers 1672)